# Heteropterys patens
Heteropterys patens là một loài thực vật có hoa trong họ Malpighiaceae. Loài này được (Griseb.) A.Juss. mô tả khoa học đầu tiên năm 1843.